# IC 4717
IC 4717 је спирална галаксија у сазвјежђу Паун која се налази на листи објеката дубоког неба у Индекс каталогу.
Деклинација објекта је - 57° 58' 30" а ректасцензија 18h 33m 17,1s. Привидна величина (магнитуда) објекта IC 4717 износи 13,4 а фотографска магнитуда 14,2. Налази се на удаљености од 45,460 милиона парсека од Сунца. IC 4717 је још познат и под ознакама ESO 140-24, IRAS 18289-5800, PGC 62024.